# 致命24小時
《致命24小時》（英語：Love is Blind, Hate Too）是2022年香港心理驚悚片，由葉念琛導演，湯怡、吳卓羲及潘燦良主演。故事藍本取材自1993年葉玉卿主演的《盲女72小時》。電影原定2022年1月6日上映，基於政府收緊防疫措施關閉戲院14天，電影公司多次宣布押後映期至11月2日再度上映。

## 角色
- 湯怡 飾 阿寶（全兼職作家）
- 吳卓羲 飾 楊耀華（年輕有為的醫生）
- 潘燦良 飾 鄭文迪（楊耀華病人阿昕的丈夫）
- 何珮瑜 飾 唐昕（鄭文迪妻子，保險經紀）
- 林盛斌 飾 林Sir（楊耀華鄰居，警察）
- 張建聲
- 孫慧雪
- 岑珈其 飾 外賣員

## 製作
2019年12月5日，英皇電影首度在第四屆澳門國際影展公佈電影《盲嚇》，主演湯怡、吳卓羲和何珮瑜。
2020年9月3日，電影開機拜神並公佈新片名《盲女驚魂》，湯怡擔正主演，夥拍孫慧雪和何珮瑜合作。
2021年10月3日，電影釋出首張海報和初版預告，正式片名《致命24小時》，湯怡一身性感造型被綁喺椅上，旁邊更寫上警告︰「不要把老婆獨留家中，否則後悔莫及！」

## 奬項
| 年份 | 颁奖典礼               | 奖项     | 入圍者 | 结果 |
| ---- | ---------------------- | -------- | ------ | ---- |
| 2022 | 第十四屆澳門國際電影節 | 最佳編劇 | 葉念琛 | 提名 |

## 外部連結
- 致命24小時的Facebook專頁
- 致命24小時的Instagram帳戶
- 香港影庫上《致命24小時》的資料（繁體中文）
- 豆瓣电影上《致命24小時》的資料 （简体中文）
- 互联网电影数据库（IMDb）上《致命24小時》的资料（英文）